# Bernabé Sanchis Sanz
Bernabé Sanchis Sanz (Alaquàs, 1943) és un director de banda i compositor valencià, nebot i germà dels també compositors i directors Bernabé Sanchis Porta i Vicent Sanchis Sanz.
Inicia els seus estudis amb el mestre José Medina, director de la banda del seu poble, i finalitzà la carrera al Conservatori Superior de Música de València amb els mestres R. Correl, J. Mª Cervera, M. Palau, Leopold Magenti, Mª Teresa Oller i Josep Climent. Va obtindre el títol superior de trompeta - fliscorn, Contrapunt, Fuga i Composició, a més de la beca "Santiago Lope" destinada als millors alumnes de promoció.
El 1963 ingressa en el Cos Nacional de Directors de Bandes de Música Civils en segona categoria, passant ala primera també per oposició el 1980. El 1965 accedeix per oposició a la plaça de fliscorn en la Banda Municipal de Música de Palma, realitzant així mateix les labors de sotsdirector i director.
El 1979 és designat Director Titular de la Banda Municipal de Vitòria i en 1981 Director Titular de la Banda Municipal d'Alacant, on desenvolupà una important llavor fins al 2002, quan es jubilà.
Ha dirigit a més, les Bandes d'Alaquàs, Aldaia, Énguera, Silla, Cullera, Pollença. Com a director Convidat ha dirigit a la Banda Municipal de Madrid, la de Barcelona, Sevilla o Huelva entre d'altres. Jurat en diferents certàmens tant provincials, nacionals com internacionals, ha estat membre del Consell Assessor de la Música de la Generalitat Valenciana. És soci numerari de la Societat General d'Autors i Editors, i membre de l'Associació de Compositors de la Comunitat Valenciana (COSICOVA).
En 1986 obté una beca de la Diputació d'Alacant per a realitzar un curs de direcció d'Orquestra amb el mestre Marco Ferrara en Siena (Itàlia). Aquest mateix any se li concedeix el premi de Composició "Fogueres de Sant Joan" d'Alacant. En 1996 se li concedeix el premi de composició en l'especialitat de Marxes Mores de Música Festera "Sant Jordi" d'Alcoi. L'any 2000 compon, per encàrrec de la Diputació d'Alacant, la Suite "Mar de Almendros" inspirada en temes alacantins i cants de la Guerra Civil espanyola. Aquesta obra va anar d'obligada interpretació en el Certamen de Bandes de la Diputació d'Alacant de 2001 i en l'Internacional de València de 2002 en la seua 1a categoria.